# Vilmos Diószegi
Vilmos Diószegi (Budapest, 2 maggio 1923 – Budapest, 22 luglio 1972) è stato un etnografo e orientalista ungherese.
Si è occupato principalmente di sciamanesimo dei popoli siberiani.